# Lasius speculiventris
Lasius speculiventris es una especie de hormiga del género Lasius, tribu, Lasiini, orden Hymenoptera. Fue descrita por Emery en 1893.

## Distribución
Se distribuye por Estados Unidos.

## Hábitat
Habita en pastos, cerca de lagos, debajo de piedras y rocas, en campos abiertos y cerca de pantanos.